# Brahim Kaazouzi
Brahim Kaazouzi (né le 15 juin 1990 à Kasba Tadla) est un athlète marocain, spécialiste du demi-fond. 

## Palmarès
| Date | Compétition                     | Lieu             | Résultat | Épreuve | Temps         |
| ---- | ------------------------------- | ---------------- | -------- | ------- | ------------- |
| 2017 | Jeux de la solidarité islamique | Bakou            | 3e       | 1 500 m | 3 min 38 s 24 |
| 2017 | Jeux de la Francophonie         | Abidjan          | 2e       | 1 500 m | 3 min 47 s 13 |
| 2018 | Jeux méditerranéens             | Tarragone        | 1er      | 1 500 m | 3 min 37 s 14 |
| 2018 | Ligue de diamant                | Ligue de diamant | 5e       | 1 500 m | 3 min 33 s 82 |
| 2019 | Championnats panarabes          | Le Caire         | 2e       | 1 500 m | 3 min 43 s 87 |

## Records personnels
Son record personnel sur 1 500 m est de 3 min 34 s 46 obtenu à Bruay-la-Buissière en 2017.
Le 20 juillet 2018, il le porte à 3 min 31 s 62	Lors du  meeting de Monaco.